# Khem Birch
Khem Xavier Birch (Montreal, Quebec; 28 de septiembre de 1992) es un jugador de baloncesto canadiense que pertenece a la plantilla del Fenerbahçe SK de la Basketbol Süper Ligi. Con 2,03 metros de estatura, juega en la posición de ala-pívot y pívot.

## Trayectoria deportiva

### Universidad
Se formó durante tres años las universidades de Pittsburgh y Nevada, Las Vegas, y promedió un doble-doble en su último año en UNLV.

#### Estadísticas
| Año     | Equipo     | PJ | PT | MPP  | %TC  | %3P | %TL  | RPP  | APP | ROB | TPP | PPP  |
| ------- | ---------- | -- | -- | ---- | ---- | --- | ---- | ---- | --- | --- | --- | ---- |
| 2011–12 | Pittsburgh | 10 | 6  | 15.0 | .571 | –   | .545 | 5.0  | .0  | .2  | 1.9 | 4.4  |
| 2012–13 | UNLV       | 26 | 15 | 21.8 | .563 | –   | .642 | 5.7  | .6  | .7  | 2.6 | 7.2  |
| 2013–14 | UNLV       | 33 | 32 | 31.4 | .510 | –   | .693 | 10.2 | 1.2 | .6  | 3.8 | 11.5 |
| Total   | Total      | 69 | 53 | 25.4 | .531 | –   | .668 | 7.8  | .8  | .6  | 3.1 | 8.9  |

### Profesional
Comenzó su carrera profesional en la liga de desarrollo de la NBA en la temporada 2014-15 con los Sioux Falls Skyforce. La siguiente temporada jugaría en las filas del Uşak Sportif turco, donde realizó una gran temporada. Sus promedios fueron de 10.5 puntos, 9.1 rebotes y 1.3 tapones por encuentro.
En junio de 2016 fichó por el Olympiacos B.C., donde jugó una temporada en la que promedió 6,5 puntos y 5,4 rebotes por partido.
El 27 de julio de 2017 firmó contrato con Orlando Magic, con los que debutó el 21 de octubre ante los Cleveland Cavaliers, logrando dos puntos y dos rebotes.
Durante su cuarta temporada en Orlando, el 8 de abril de 2021, fue cortado por los Magic. Dos días después, el 10 de abril, firma con Toronto Raptors hasta final de temporada. El 11 de abril debuta ante New York Knicks.
El 5 de agosto de 2021, se hace oficial su renovación con los Raptors, por $20 millones y 3 años.
El 8 de febrero de 2023 es traspasado a San Antonio Spurs a cambio de Jakob Pöltl. No llega a debutar con el equipo y es cortado el 19 de octubre antes del inicio de la siguiente temporada.
El 5 de febrero de 2024, firma por el Bàsquet Girona de la Liga Endesa.
El 11 de septiembre de 2024 firma por el Fenerbahçe SK de la Basketbol Süper Ligi turca.

### Selección nacional
Fue miembro de las selecciones júnio de Canadá, disputando el Campeonato FIBA Américas Sub-18 de 2010 donde ganaron el bronce.
Luego debutó con la absoluta y fue integrante del equipo canadiense que disputó los encuentros clasificatorios para el Mundial de 2016.
En septiembre de 2019 participó en el Mundial de 2019 celebrado en Asia, y que finalizó en vigesimoprimera posición.
Entre julio y agosto de 2024 fue parte de la selección absoluta de Canadá, que disputó los Juegos Olímpicos de París, finalizando en quinta posición.

## Estadísticas de su carrera en la NBA

### Temporada regular
| Año     | Equipo  | PJ  | PT | MPP  | %TC  | %3P  | %TL  | RPP | APP | ROB | TPP | PPP  |
| ------- | ------- | --- | -- | ---- | ---- | ---- | ---- | --- | --- | --- | --- | ---- |
| 2017-18 | Orlando | 42  | 0  | 13.8 | .540 | –    | .689 | 4.3 | .8  | .4  | .5  | 4.2  |
| 2018-19 | Orlando | 50  | 1  | 12.9 | .603 | .000 | .699 | 3.8 | .8  | .4  | .6  | 4.8  |
| 2019-20 | Orlando | 48  | 24 | 19.2 | .510 | .000 | .653 | 4.6 | 1.0 | .4  | .5  | 4.4  |
| 2020-21 | Orlando | 48  | 5  | 19.8 | .450 | .190 | .741 | 5.1 | 1.1 | .7  | .6  | 5.3  |
| 2020-21 | Toronto | 19  | 17 | 30.4 | .556 | .290 | .636 | 7.6 | 1.9 | .8  | 1.1 | 11.9 |
| 2021-22 | Toronto | 55  | 28 | 18.0 | .485 | .000 | .746 | 4.3 | 1.1 | .5  | .5  | 4.5  |
| 2022-23 | Toronto | 20  | 0  | 8.1  | .594 | .500 | .800 | 1.3 | .4  | .3  | .3  | 2.2  |
| Total   | Total   | 282 | 75 | 17.1 | .520 | .200 | .698 | 4.4 | 1.0 | .5  | .5  | 5.0  |

### Playoffs
| Año   | Equipo  | PJ | PT | MPP  | %TC  | %3P  | %TL  | RPP | APP | ROB | TPP | PPP |
| ----- | ------- | -- | -- | ---- | ---- | ---- | ---- | --- | --- | --- | --- | --- |
| 2019  | Orlando | 5  | 0  | 18.4 | .556 | –    | .857 | 6.2 | .8  | .2  | 1.0 | 5.2 |
| 2020  | Orlando | 5  | 0  | 17.8 | .500 | —    | .909 | 5.0 | 1.4 | .2  | .0  | 4.8 |
| 2022  | Toronto | 6  | 4  | 10.5 | .500 | .500 | —    | 1.5 | .5  | .2  | .2  | 3.0 |
| Total | Total   | 16 | 4  | 15.3 | .521 | .500 | .889 | 4.1 | .9  | .2  | .4  | 4.3 |